# Christian Kruik van Adrichem
Christian Kruik van Adrichem (łac. Christianus Crucius Adrichomius, ur. 13 lutego 1533 w Delfcie, zm. 20 czerwca 1585 w Kolonii) – holenderski duchowny, teolog i pisarz katolicki.

## Życiorys
Święcenia kapłańskie przyjął w 1566. Był dyrektorem Konwentu św. Barbary w Delfcie, z którego został usunięty podczas zamieszek związanych z rozwojem protestantyzmu. Znane są dwa jego dzieła: Vita Jesu Christi wydana w Antwerpii w 1578 oraz Theatrum Terrae Sanctae et Biblicarum Historiarum cum tabulis geographicis aere expressis. Ierusalem sicut tempore floruit wydane w Kolonii w 1590. W Theatrum Terrae Sanctae zawarł opis Palestyny, miejsc świętych w Jerozolime oraz chronologię od Adama do śmierci Jana Apostoła w 109.
Na dziele Adrichomiusa Theatrum Terrae Sanctae bazowali m.in. budowniczowie europejskich kalwarii.